# Lillian Estelle Fisher
Lillian Estelle Fisher (Pensilvania, 1 de mayo de 1891-Moraga, 4 de mayo de 1988) fue una historiadora estadounidense y una de las primeras mujeres en obtener un doctorado en historia latinoamericana en Estados Unidos.

## Trayectoria
Fisher nació en 1891 en Pensilvania, hija de los granjeros Etta R. y George P. Fisher. Se graduó con honores de la Universidad de Susquehanna en 1912. Entre 1913 y 1916, dio clase en una escuela normal metodista (un centro de formación de profesorado) en Puebla, México. Posteriormente, se trasladó a California, donde obtuvo su maestría en la Universidad del Sur de California en 1918. Continuó sus estudios en la  Universidad de California en Berkeley, donde completó su doctorado en 1924 bajo la dirección de Herbert I. Priestley.
Fisher pasó un tiempo enseñando en el Whittier College en California antes de mudarse a Oklahoma. Allí, impartió clases durante 15 años en el Oklahoma College for Women desde 1926 hasta 1942. Más tarde, regresó a Berkeley y enseñó en el programa de extensión de la Universidad de California. Siendo una de las pocas mujeres que había obtenido un doctorado en Historia, su mentor estaba preocupado por la posible discriminación que Fisher pudiera sufrir en este campo por ser mujer. No obstante, Priestley no estaba a favor de que las mujeres se incorporaran en los principales departamentos de Historia.
Siguiendo las tendencias intelectuales de su época en historia latinoamericana, se especializó en historia institucional. Publicó obras sobre la administración virreinal y las reformas borbónicas del siglo XVIII, que implementaron el sistema de intendencias. Además, Fisher investigó en el Archivo General de Indias en Sevilla, sobre las condiciones para la independencia de México para el ministro español de Relaciones Extranjeras en 1929. En 1955, Fisher escribió la primera biografía completa de Manuel Abad y Queipo, un obispo reformador electo de Michoacán. Esta biografía sigue siendo la referencia principal sobre esta figura clave del periodo colonial tardío en México. 
Realizó estudios sobre los antecedentes de la independencia mexicana y su trabajo sobre los masones de esa era continúa siendo citado. También redactó un artículo influyente sobre el rol de las mujeres en la Revolución mexicana, titulado “The Influence of the Present Mexican Revolution on the Status of Women” (en español: La influencia de la actual Revolución Mexicana en la condición de la mujer), que fue incluido en una antología sobre mujeres en la historia de América Latina. Su última obra importante, una monografía sobre la revuelta de Tupac Amaru, fue publicada en 1966 cuando tenía 75 años.
En 1938, desempeñó el rol de secretaria en la Conferencia sobre Historia Latinoamericana, donde se tomaron decisiones clave para la organización.
Donó una colección de documentos que incluye novelas inéditas y correspondencia personal a la Bancroft Library de la Universidad de California en Berkeley. Los documentos específicamente relacionados con México fueron clasificados por separado de su correspondencia personal.
Fisher falleció en Moraga, California, el 4 de mayo de 1988, a los 97 años.

## Reconocimientos
En 2020, fue incluida dentro del proyecto “Mujeres Investigadoras en los Archivos Estatales (1900-1970)” para la descripción archivística y creación de un micrositio específico en el Portal de Archivos Españoles (PARES), desarrollado entre 2020-2023. Este proyecto ha sido impulsado por la Subdirección General de Archivos Estatales, con el objetivo visibilizar la labor de investigación realizada en España por las mujeres en el intervalo 1900-1970 partiendo de los registros documentales que se conservan en los Archivos de Gestión de los AAEE del Ministerio de Cultura (el Archivo Histórico Nacional, el Archivo de la Corona de Aragón, el Archivo General de Simancas, el Archivo General de Indias, el Archivo de la Real Chancillería de Valladolid, el Archivo General de la Administración y el Centro de Información Documental de Archivos).

## Obra
- 1926 – Viceregal Administration in the Spanish Colonies. Berkeley. University of California Press.
- 1929 – The Intendant System in Spanish America.  Berkeley. University of California Press.
- 1934 – The Background of the Movement for Mexican Independence. New York. Russell and Russell.
- 1955 – Champion of Reform: Manuel Abad y Queipo. New York. Library Publishers.
- 1966 – The Last Inca Revolt, 1780–1783. Norman. University of Oklahoma Press.

### Artículos
- 1928 – “The Intendant System in Spanish America”. The Hispanic American Historical Review (HAHR), vol. 8 No. 1, pp. 3–13.
- 1929 – “Teodoro de Croix”. HAHR Vol. 9, No. 4, pp. 488–504.
- 1935 – “Manuel Abad y Queipo, Bishop of Michoacan”. HAHR vol. 15, No. 4, pp. 425–447.
- 1942 – “The Influence of the Present Mexican Revolution on the Status of Women”. HAHR Vol. 22, No. 1, pp. 211–228